# Devět ministrů
Devět ministrů (čínsky v českém přepisu ťiou-čching, pchin-jinem jiǔqīng, znaky 九卿) bylo označení používané v administrativě čínských států pro devět vysokých úředníků, vedoucích ústředních vládních orgánů. V říších Čchin (221–206 př. n. l.) a Chan (206 př. n. l. – 220 n. l.) stálo devět ministrů v čele nejvyšších orgánů státní správy. V pozdějších čínských státech význam devíti ministerstev klesal, postupně se z orgánů správy státu proměnily v dvorská ministerstva s působností omezenou na císařský dvůr. V říších Ming (1368–1644) a Čching (1635–1912) se jako devět ministrů přeneseně označovalo devět vlivných vedoucích úřadů, totiž ministři stojící v čele šesti ministerstev a tři další významní hodnostáři, případně jiné skupiny vysoce postavených úředníků.

## Historie
Termín devět ministrů ťiou-čching, resp. tří hodnostáři a devět ministrů, se v Číně objevil v čouském období (11. – 3. století př. n. l.), zřejmě jako povšechné označení nejvýše postavených úředníků, podobně jako lie-čching  (列卿) nebo čung-čching (眾卿), další označení pro skupiny vysokých hodnostářů.
Říše Čchin (221–206 př. n. l.) zavedla uspořádání ústřední státní správy v systému tří hodnostářů a devíti ministrů. V něm bylo celkové řízení státu v rukou císaře a tří hodnostářů, kterým bylo podřízeno devět ministrů. Devět ministrů v říši Čchin:
1. Nejvyšší ceremoniář (奉常, feng-čchang), zodpovídal za oběti, obřady a státní školy;
2. Velitel císařské družiny (郎中令, lang-čung-ling), odpovídal za císařovy družiníky, kteří se pohybovali v blízkosti panovníka a byli mu k dispozici;
3. Ministr spravedlnosti (廷尉, tching-wej), řídil soudy a věznice;
4. Velitel palácové stráže (衛尉, wej-wej), velel ostraze císařských paláců;
5. Správce stájí (太僕, tchaj-pchu), řídil císařské stáje, ale i péči o pastviny a na nich chovaná stáda koní;
6. Příjemce cizích emisarů (典客, tien-kche), se staral o přijímání a ubytování vyslanců z cizích zemí;
7. Opatrovník císařského rodu (宗正, cung-čeng), dohlížel nad císařovými příbuznými;
8. Ministr zemědělství a daní (治粟內史, č’-su nej-š’), dohlížel nad zemědělci a řídil výběr daní;
9. Císařův komoří (少府, šao-fu) vedl císařovu domácnost a kancelář.

V chanském období (206 př. n. l. – 220 n. l.) došlo k několika změnám:  přejmenován byl velitel císařské družiny, ministr spravedlnosti, ministr zemědělství a daní, vícekrát se změnil název úřadu pro přijímání vyslanců cizích států, velitel palácové stráže si vyměnil pořadí s ministrem spravedlnosti.
Devět ministrů v říši Chan:
1. Nejvyšší ceremoniář (太常, tchaj-čchang);
2. Velitel císařské družiny (光祿勳, kuang-lu-sün);
3. Velitel palácové stráže (衛尉, wej-wej), za císaře Ťing-tiho (vládl 157–141 př. n. l.) přejmenováno na ústřední velitelství (中央夫令, čung-jang fu-ling);
4. Ministr spravedlnosti (廷尉, tching-wej),  za císaře Ťing-tiho později přejmenován na nejvyššího soudce (大理, ta-li);
5. Správce stájí (太僕, tchaj-pchu);
6. Příjemce cizích emisarů (大行令, ta-sing-ling, doslova „velitel průvodů“), za císaře Wu-tiho (vládl 141–87 př. n. l.) přejmenován na ta-chung-lu (大鴻臚) doslova „vyvolávač s mocným hlasem“);
7. Opatrovník císařského rodu (宗正, cung-čeng);
8. Ministr zemědělství a daní (大司農, ta-s’-nung, doslova „vrchní zemědělský ředitel“);
9. Císařův komoří (少府, šao-fu), význam komořího poklesl po vyčlenění císařského sekretariátu.

Devět ministrů fungovalo v administrativách čínských států i po zániku říše Chan; v souvislosti s přechodem od vládního systému „tří hodnostářů a devíti ministrů“ k systému tří kanceláří a šesti ministerstev klesl jejich význam. Změnilo se jejich pořadí a některé názvy, tak v říši Severní Wej byl komoří šao-fu přejmenován na tchaj-fu.
S omezením kompetencí devíti ministerstev na záležitosti císařského dvora jsou překládány jako dvorská ministerstva s’ (寺; resp. devět dvorských ministerstev  ťiou-s’, 九寺) v čele s ministry čching (卿), například dvorské ministerstvo císařských obětí tchaj-čchang-s’ v čele s ministrem s titulem tchaj-čchang-s’ čching.
Devět dvorských ministerstev v říších Suej, Tchang a Sung:
1. dvorské ministerstvo císařských obětí (太常寺, tchaj-čchang s’);
2. dvorské ministerstvo císařských zábav (光祿寺, kuang-lu s’);
3. dvorské ministerstvo palácové stráže (衛尉寺, wej-wej s’), se staralo o výrobu a skladování zbraní, insignií a dalších potřeb pro vojáky z císařova doprovodu a paláce, za Sungů šlo již jen o čestnou funkci;[6]
4. dvorské ministerstvo císařského rodu (宗正寺, cung-čeng s’);
5. dvorské ministerstvo císařských stájí (太僕寺, tchaj-pchu s’);
6. velký soudní dvůr (大理寺, ta-li s’);
7. dvorské ministerstvo státních obřadů (鴻臚寺, chung-lu s’);
8. dvorské ministerstvo císařských sýpek (司農寺, s’-nung s’);
9. dvorské ministerstvo císařského pokladu (太府寺, tchaj-fu s’).

Devět dvorských ministerstev fungovalo i v následujícím období, v říši Ming byl z nich nejvlivnější velký soudní dvůr ta-li s’. V mingském období se však termín „devět ministrů“ (ťiou-čching) používal i pro devítku vysoce postavených a vlivných hodnostářů, a sice pro šest ministrů (stojících v čele ministerstev státní správy, daní, obřadů, vojenství, trestů a veřejných prací) doplněných vedoucími kontrolního úřadu, úřadu pro hlášení a velkého soudního dvora. Přitom se šest ministrů označovalo za „vyšší z devíti ministrů“ (大九卿, ta ťiou-čching), zbývající tři hodnostáři za „nižší z devíti ministrů“ (小九卿, siao ťiou-čching). „Nižších devět ministrů“ se také říkalo následujícím hodnostářům: dvorští ministři císařských obětí, stájí, zábav, představený domácnosti následníka trůnu (詹事, čan-š’), akademici akademie Chan-lin (翰林學士, chan-lin süe-š’), dvorský ministr státních obřadů, kancléř ředitelství vzdělávání (國子監祭酒, kuo-c’-ťien ťi-ťiou), dvorští ministři císařských pastvin a úřadu pro pečeti.
V říši Čching se pod „devíti ministry“ stejně jako v mingské době rozumělo šest ministrů s vedoucími tří výše zmíněných úřadů, Nižších devět ministrů byli: dvorští ministři císařských obětí, stájí, zábav, představený domácnosti následníka trůnu (詹事, čan-š’), ředitel dvora císařského rodu (宗人府府丞, cung-žen-fu fu-čcheng), dvorský ministr státních obřadů, kancléř ředitelství vzdělávání, metropolitní prefekt (府尹, fu-jin), rádci v sekretariátu následníka trůnu zleva a zprava (左右春坊庶子, cuo-jou čchun-fang šu-c’). Pro vysoké funkcionáře se používal termín „šest ministerstev a devět ministrů“ (六部九卿,  liou-pu ťiou-čching), který zahrnoval i některé další hodnostáře, například velitele císařské doprovodné gardy (鑾儀衛, luan-i wej).